# Global Television Network
Global Television Network é um canal de televisão do Canadá. Tem parcerias como a ABC e a FOX.

## Programas da Global
- 16x9 - The Bigger Picture (2008-presente)
- 90210 (2008-presente)
- American Dad! (2005-presente)
- As the World Turns (1956-presente)
- The Best Years (2007-presente)
- Big Brother (2013-presente)
- Bob & Doug (2009-presente)
- Bones (2005-presente)
- Brothers & Sisters (2006-presente)
- Days of our Lives (1965-presente)
- Deal or No Deal (2005-presente)
- Dollhouse (2009-presente)
- ECW on Syfy (2006-presente)
- Family Guy (1999-presente)
- Friday Night Lights (2006-presente)
- From The Ground Up with Debbie Travis (2006-presente)
- Global National (2001-presente)
- The Guard (2008-presente)
- Guiding Light (1952-presente)
- Heroes (2005-presente)
- House, M.D. (2004-presente)
- Life (2007-presente)
- Life on Mars (Estados Unidos) (2008-presente)
- Kath & Kim (2008-presente)
- King of the Hill (1997-presente)
- Love You To Death (2007-presente)
- My Fabulous Gay Wedding (2006-presente)
- My Name Is Earl (2005-presente)
- NCIS (2003-presente)
- NUMB3RS (2005-presente)
- The Office (2005-presente)
- Saturday Night Live (1975-presente)
- Sit Down, Shut Up (2009-presente)
- The Simpsons (1989-presente)
- Survivor (2001-presente)
- The Young and the Restless (1973-presente)
- 'Til Death (2006-presente)

## Antigos programas da Global
- The Addams Family (1992-1993)
- The Adventures of Sinbad (1996-2002)
- The Adventures of Teddy Ruxpin (1988-1993)
- The Adventures of Tintin (1991-1997)
- Adventures of the Little Koala (1990-1991)
- Adderly
- Albert the 5th Musketeer
- All About Us (2001)
- All's Fair
- ALF
- Alvin and the Chipmunks (1983-1990)
- Amen
- Animaniacs (1993-1998)
- Animorphs (1998-2000)
- The Apprentice
- Arrested Development (2003-2006)
- Astro Boy (1985-1995)
- Babar (1994-2001)
- Back to the Future (1991-1993)
- Battle of the Planets (1978-1984)
- Becker
- Beetlejuice (1989-1997)
- Bill & Ted's Excellent Adventures (1990-1991)
- The Black Donnellys (2007-2008)
- Blazing Dragons (1996-1997)
- Blue Murder
- Bob & Margaret (1998-2004)
- Bobby's World (1993-1997)
- The Bold and the Beautiful (1987-1994)
- Booker
- Boston Public
- Bugs 'n' Daffy (1996-1998)
- The Bugs Bunny/Road Runner Show (1978-1982)
- The Bugs Bunny & Tweety Show (1990-2001)
- Bump in the Night (1994-1995)
- C Bear and Jamal (1996-1997)
- Captain America (1987-1993)
- Captain Power & The Soldiers of the Future (1987-1988)
- Care Bears (1988 episodes only) Nelvana Limited (1988-2001)
- Casper (1996-1998)
- Cheers
- Circle Square (1974-1993)
- City Guys (1997-2001)
- Clueless (telessérie)
- C.L.Y.D.E. (1990-1997)
- Commander Crumbcake (1988-1993)
- Cop Rock
- COPS DIC Entertainment (1988-1993)
- Crossing Jordan
- Day Break
- Deal or No Deal Canada
- Degrassi High (1996-2001)
- Dennis The Menace (desenho animado) (2nd Season only) (1988-1993)
- Different Strokes
- Digimon Adventure (1999-2002)
- Dink The Little Dinosaur (1989-1990)
- Doc
- Dog City (1992-2001)
- Droopy, Master Detective (1993-1994)
- Dynasty
- Eek The Cat (1993-1995)
- Eerie, Indiana (1997-1999)
- Eerie, Indiana: The Other Dimension (1998-2001)
- Entertainment Desk
- Everybody Loves Raymond
- Ewoks (1985-1992)
- Fables of the Green Forest (1982-2003)
- Falcon Beach
- Family Law
- Finder of Lost Loves
- Flash Forward (1996) (1996-1997)
- Food for Thought
- Fraggle Rock: The Animated Series (1987-1988)
- Frasier
- Freakazoid (1995-1997)
- Free Willy (1994-1995)
- Friends (1994-2004)
- Futurama (1999-2003)
- Gilmore Girls
- Global Sunday
- Godzilla: The Series (1998-1999)
- Grace Under Fire
- The Gregory Hines Show
- Growing Pains
- Hack
- Hammerman (1991-1992)
- Hammy Hamster (1978-1987)
- Hang Time (1995-2001)
- Harper's Island
- The Hogan Family
- Hunter
- Hypernauts
- Inside Entertainment!
- Inspector Gadget DIC Entertainment (1st season only) (1985-2003)
- In the Heat of the Night
- Iron Man (1995-1997)
- It's Punky Brewster (1986-1987)
- Jackpot
- The Jane Show
- The Joker's Wild
- The Joke's on Us
- The Journey of Allen Strange (1998-2000)
- Just Deal (2000)
- Just Shoot Me!
- Just the Ten of Us
- The KangaZoo Club (CIII Global Ontario only) (1983-1988)
- KidZone (1996-2001)
- Kidd Video (1984-1985)
- Kidnapped
- Kidsbeat  (1982-1997)
- Kids Can Rock and Roll (1993-1996)
- Kidsworld (1978-1981)
- Knots Landing
- L.A. Law
- The Last Word
- Let's Make a Deal
- Life with Louie (1995-1997)
- Lingo
- The Love Boat
- MacGyver
- Make Me Laugh
- Malcolm in the Middle
- Malibu, CA (1998-2000)
- Madeline (1991-1997)
- Married with Children
- M.A.S.K. (1985-1986)
- Masked Rider(1995-1996)
- Men In Black (1997-1999)
- Miami Vice
- Mickey Spillane's Mike Hammer
- Midnight Caller
- The Mighty Hercules (1979-1991)
- Mighty Morphin Power Rangers (1993-1996)
- The Mike Bullard Show
- Mister T (1984-1985)
- Muppet Babies (1991-1992)
- Murder, She Wrote
- Mr. Wizard's World (1986-1993)
- My Little Pony 'n Friends (1986-1988)
- My Pet Monster (1987-1993)
- My Three Sons
- Mystic Knights of Tir Na Nog (1998-1999)
- Nascar Racers
- The New Adventures of Pinnochio (1983-1988)
- New Kids on the Block (1990-1991)
- Night Walk (AKA Night Ride, Night Music, Night Moves)
- NYPD Blue (Seasons 2-12) (1994-2006)
- One World (1998-2000)
- The Outer Limits
- Passions
- Parker Lewis Can't Lose (1990-1994)
- Partners in Crime
- Party with the Rovers
- Pee Wee's Playhouse (1988-1991)
- The Pet Guys (2001-2005)
- The Pink Panther Show (1975-1978)
- Pitfall
- Pizzazz
- The Plucky Duck Show (1992-1993)
- Police Academy (1989-1990)
- Polka Dot Door (1974-2003)
- Popstars
- Private Eye
- Prostars
- Quark
- Rags to Riches
- Rainbow Brite (1987-1988)
- Ready or Not (1993-2002)
- Real Kids Real Adventures (1998-2003)
- Rocky Road (1987-2003)
- Runaway
- Sabrina, the Teenage Witch (série de televisão)
- Sailor Moon (1995-1998)
- Sam & Max Freelance Police (1997-1998)
- Saved by the Bell (1989-1993)
- Saved by the Bell: The New Class (1993-2000)
- Second City TV
- Seinfeld
- Sesame Park (2001-2003)
- Sharon, Lois & Bram Sing A to Z (1991-1993)
- Slimer! and the Real Ghostbusters (1987-1991)
- Smallville (Season 1 only) (2001-2002)
- Sonic The Hedgehog (1993-1995)
- South Park
- Spider Man (1989-1993)
- Split Second[qual?]
- The Sports Illustrated for Kids Show
- Standoff
- Star Wars: Droids (1985-1992)
- Still Standing
- Smoggies (1989-1997)
- Strange Days at Blake Holsey High (2002-2006)
- Superman: The Animated Series (1996-1999)
- Tales from the Cryptkeeper (1995-1997)
- Tales of the Wizard of Oz (1983-1993)
- Teenage Mutant Ninja Turtles (1993)
- Tell-A-Tale-Town (1993-2000)
- That's Warner Bros (1995-1997)
- The Legend of White Fang (1994-1997)
- The New Adventures of Speed Racer (1993-1995)
- The Neverending Story (1998-2001)
- The Rose Cafe
- The Sylvester & Tweety Mysteries (1995-1997)
- The Toothbrush Family (1986-1987)
- Tiny Toon Adventures (1990-1997)
- T and T
- Tom & Jerry Kids (1990-1994)
- Toonsylvania (1998-1999)
- Totally Hidden Video
- Traders
- Train 48
- The Undersea Adventures of Captain Nemo (1983-1988)
- Vanished
- The War at Home
- Wheel of Fortune
- The Weird Al Show (1997-1998)
- What Will They Think Of Next! (1976-1987)
- Who's the Boss?
- Will & Grace
- The Winner
- Without a Trace
- Wonderfalls
- Xena: Warrior Princess
- Yo, Yogi! (1991-1992)
- Young Robin Hood (1991-1997)
- Zoe Busiek: Wild Card
- Zoo Family (1989-1990)

## Noticiários
Nacional
- Global Currents (2005-presente)
- Global National (2001-presente)
- Global Sunday (2001-2005)
- Canada Tonight (1993-2001)

Local
- Global News Morning (2003-2009)